# Basilica pontificia di San Tammaro vescovo
La basilica pontificia di San Tammaro vescovo è la chiesa principale di Grumo Nevano, nella città metropolitana di Napoli e diocesi di Aversa.

## Storia
L'esistenza della chiesa è segnalata in un documento del 1132.
Venne ricostruita alla fine del XVII secolo e l'edificio venne terminato nel 1703; la decorazione a stucco nell'interno fu completata nel 1737, anno della consacrazione.
Il campanile fu costruito tra il XVIII e il XIX secolo.
L'edificio fu oggetto di lavori di restauro negli anni 1920-1922, 1969-1976 e 2014-2015.
Dal 1982 è basilica pontificia minore.
La basilica per dimensioni è soltanto seconda in tutta la diocesi aversana dopo la cattedrale di San Paolo.

## Descrizione

### Esterno
La facciata si presenta tripartita da due ordini di lesene e sormontata da un timpano triangolare: in basso al centro è il portale, affiancato da nicchie con statue.
Il campanile a pianta quadrata ha tre piani con due finestre ad arco per lato.

### Interno
L'edificio ha pianta a croce latina con tre navate e incrocio con il transetto coperto da una cupola. La navata centrale è coperta da un soffitto a cassettonato ligneo.
L'interno è rivestito da una ricca decorazione a stucco. L'altare maggiore in marmo è del 1750 ed è sormontato da una grande tela di Paolo De Matteis sul santo titolare, risalente al 1706. Essa era stata commissionata in precedenza a Luca Giordano, il quale non aveva potuto nemmeno cominciarla per la sopraggiunta morte.
Nell'ultima cappella della navata destra si conserva una Madonna col Bambino (conosciuta come Madonna dei Grumesi), tra angeli del pittore Marco Cardisco detto il Calabrese (prima metà del XVI secolo).
La controfacciata è ornata dall' affresco con Mosè che fa scaturire l'acqua dalla roccia del pittore locale Santolo Cirillo (alla cui mano si devono anche le due tele con la Deposizione e l'Annunciazione).
La chiesa ospita inoltre una statua lignea del santo titolare, buona fattura di autore ignoto, risalente alla seconda metà del XVII secolo.
Nel transetto di destra sotto la pala della deposizione di Cristo del pittore locale Santolo Cirillo, trovano sede due statue lignee, precisamente San Gioacchino e Sant'Anna, attribuite allo scultore Giuseppe Sarno di scuola napoletana in stile barocco.
Il Busto d'argento del santo titolare di pregevolissima fattura è opera dell'artista Giandomenico Vinaccia del 1677, già autore di alcuni busti d'argento custoditi nel duomo di Napoli.
Le cappelle del transetto sono dedicate alla Madonna del Rosario e a San Tammaro.
Sotto la chiesa venne ricavata una cripta per le sepolture degli abitanti.